# Lavoir de Purgerot
Le lavoir de Purgerot est un lavoir situé à Purgerot, en France.

## Description
Construit en style néo-renaissance.

## Localisation
Le lavoir est situé sur la commune de Purgerot, dans le département français de la Haute-Saône.

## Historique
L'édifice est inscrit au titre des monuments historiques en 1990.Construit de 1847 à 1849.